# Maxime Méderel

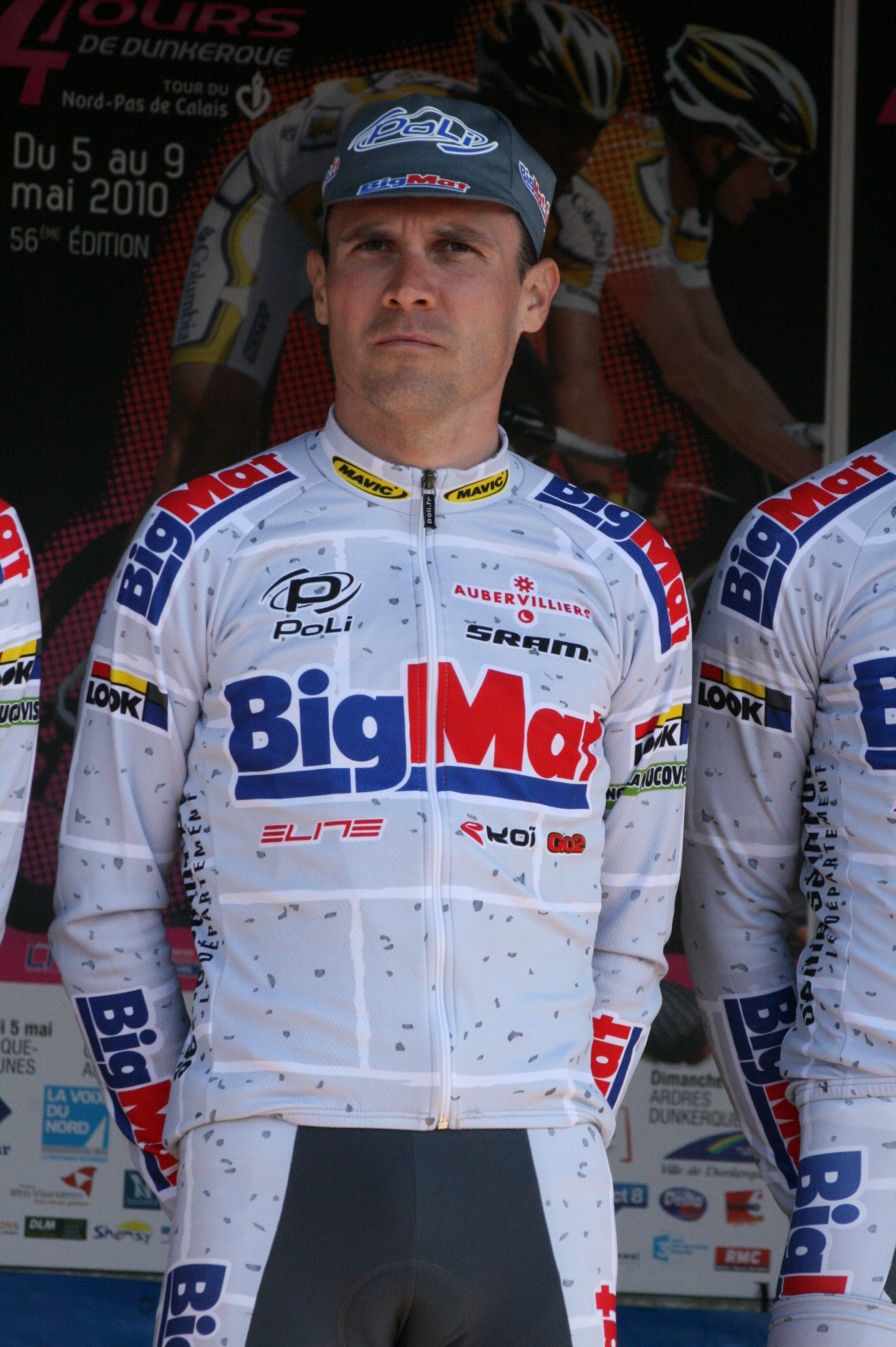
Maxime Méderel bei den Vier Tagen von Dünkirchen 2010

Maxime Méderel (* 19. September 1980 in Limoges) ist ein französischer Radrennfahrer.
Maxime Méderel begann seine Karriere 2005 bei dem französischen Continental Team Auber 93. In seiner ersten Saison wurde er unter anderem Sechster bei der Trophée des Grimpeurs und einmal Etappenzweiter bei der Tour de l’Avenir. Im Frühjahr 2006 gewann er eine Etappe bei der Tour de Normandie.
Mit der Tour de France 2013 nahm er für das Professional Continental Team Sojasun an seiner ersten großen Landesrundfahrt teil und beendete die Rundfahrt auf dem 52. Gesamtrang. 2014 bestritt er für das UCI WorldTeam Europcar den Giro d’Italia, den er nicht beendete, und die Vuelta a España, bei der 35. wurde.

## Erfolge
2005
- Paris-Mantes-en-Yvelines

2006
- eine Etappe Tour de Normandie

2011
- eine Etappe Tour de Bretagne

## Teams
- 2005 Auber 93
- 2006 Auber 93
- 2007 Auber 93
- 2008 Crédit Agricole
- 2009 Auber 93
- 2010 Big Mat-Auber 93
- 2011 Big Mat-Auber 93
- 2012 Saur-Sojasun
- 2013 Sojasun
- 2014 Team Europcar
- 2015 Team Europcar